# Joachim Schnobel

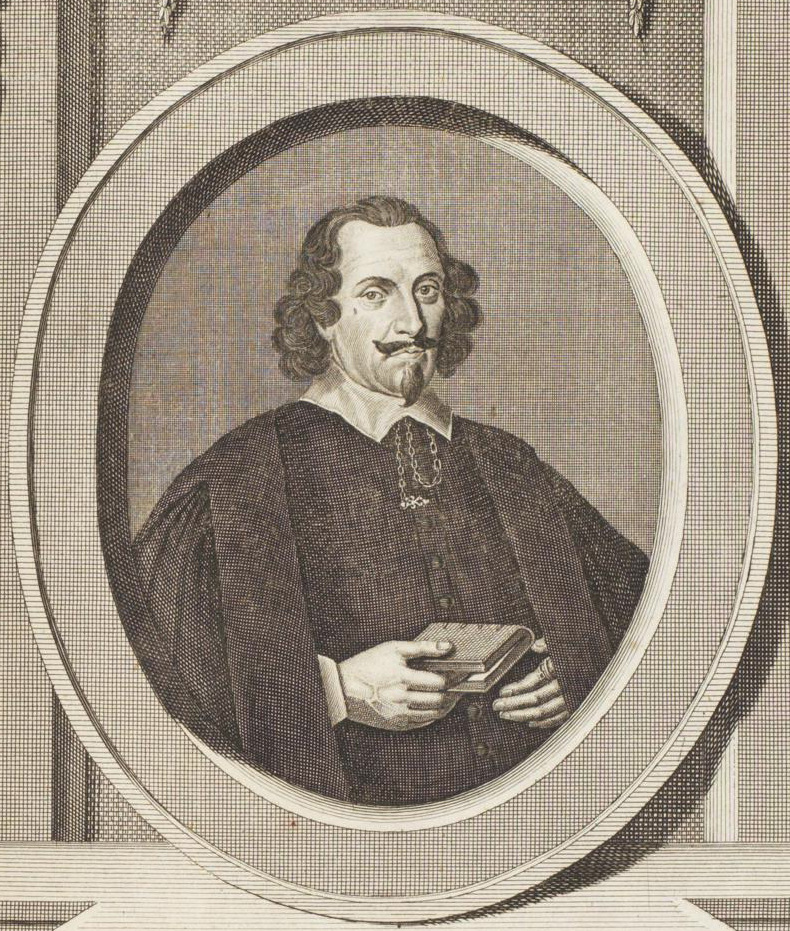
Joachim Schnobel

Joachim Schnobel (* 14. Dezember 1602 in Salzwedel; † 28. Dezember 1671 in Stettin) war ein deutscher Jurist und Hochschullehrer. Er war Hofmeister der mecklenburgischen Herzöge, Rektor der Universität Rostock und Stadtsyndikus von Stettin.

## Leben
Joachim Schnobel war der Sohn des gleichnamigen Salzwedeler Bürgers und Brauers. Von 1618 bis 1620 besuchte er das Johanneum Lüneburg. Er studierte an den 1620 bis 1622 in Leipzig, 1622 bis 1623 in Jena und schließlich 1623 in Wittenberg. Von dort ging er bereits nach zwei Monaten zurück nach Salzwedel um eine Stelle als Konrektor der Neustädter Schule anzutreten. 1624 verließ er die Schule und begleitete zwei Söhne des Achaz von Jagow nach Universität Straßburg und 1626 nach Tübingen. Als diese wegen des Kriegszüge Wallensteins nach Hause gerufen wurden, begleitete er sie und hielt sich einige Zeit in der Altmark auf. Achaz von Jagow war inzwischen gestorben und Joachim Schnobel suchte die juristische Fakultät der Universität Rostock wegen verschiedener Gutachten für dessen Söhne auf. 
Auf einer Reise nach Rostock traf er den ebenfalls aus Salzwedel stammenden Joachim Carstens, der Kammersekretär und Referendar der Wallensteinschen Regierung zu Güstrow in Mecklenburg. Dieser bewog ihn als Lehrer an die von Wallenstein gegründete Ritterakademie in Güstrow zu gehen. Dort unterrichtete er 1631 fünf junge Verwandte Wallensteins aus den Familien Waldstein und Harrach sowie mehrere junge Adlige aus Mecklenburg. Nach der Landung des schwedischen Königs Gustav II. Adolf in Pommern löste sich die Schule auf und Schnobel flüchtete nach Lübeck.
Durch Vermittlung des Rostocker Professors Thomas Lindemann wurde er Hofmeister der vor Wallenstein nach Stockholm geflüchteten mecklenburgischen Herzogssöhne Christian Ludwig und Karl. Nachdem deren Vater, der mecklenburgische Herzog Adolf Friedrich I. dem schwedischen König gehuldigt hatte, brachte Joachim Schnobel 1632 die beiden Söhne nach Mecklenburg zurück. Bis 1641 war er in Schwerin und Bützow weiter als Hofmeister tätig.
Am 6. Juli 1641 wurde er an der Universität Rostock zum Dr. iur. promoviert. Der Rat der Stadt Rostock berief ihn am 12. Juli 1641 zum Professor der Institutionen an die Rostocker Hochschule, wegen der sich verzögernden Entlassung aus dem herzoglichen Dienst konnte er sein Amt jedoch erst im Januar 1642 antreten. Noch im selben Jahr begleitete er die Rostocker Bürgermeister Luttermann und Schröder zu Verhandlung wegen Schifffahrt und Bierausfuhr an den Hof des dänischen Königs Christian IV. nach Rendsburg. In den Jahren 1642 und 1648 war er Rektor und bekämpfte in dieser Funktion besonders den Pennalismus an der Universität. 1647 wollte er sich in Küstrin als Advokat niederlassen, ließ sich jedoch durch eine Gehaltserhöhung zur Rückkehr nach Rostock bewegen.
Anfang 1650 nahm er das Angebot an, Stadtsyndikus in Stettin zu werden. Dort machte er sich besonders um die unter seiner Aufsicht stehende Ratsschule und das Jageteufelsche Kollegium verdient. 1653 nahm er als Vertreter Stettins an der Eröffnung des Wismarer Tribunals teil. 1671 wurde er zum Bürgermeister von Stettin gewählt, starb jedoch bevor er das Amt antreten konnte.